# I.N.V.U.
I.N.V.U. er en koreansk tegneserie (manhwa) af Kang Won Kim. Serien er en romantisk beretning om fire teenagepigers liv og kærlighedsoplevelser. 
Serien er udkommet i U.S.A., Storbritannien, Australien og Tyskland, og udkommer på dansk på forlaget Mangismo.